# La Charité-sur-Loire
La Charité-sur-Loire település Franciaországban, Nièvre megyében. Lakosainak száma 4701 fő (2022. január 1.). La Charité-sur-Loire Argenvières, La Chapelle-Montlinard, La Marche, Mesves-sur-Loire, Raveau és Varennes-lès-Narcy községekkel határos.

## Népesség
A település népességének változása:
| Lakosok száma | 5050 | 4966 | 5051 | 4901 | 4812 | 4742 | 4673 | 4672 | 4701 |
|               | 2013 | 2015 | 2016 | 2017 | 2018 | 2019 | 2020 | 2021 | 2022 |